# Ryder Cup 1989
Ryder Cup 1989 var den 28:e upplagan av matchspelstävlingen i golf som spelas mellan USA och Europa. 1989 års match spelades den 22 - 24 september på The Belfry i Wishaw, Warwickshire, England. Europa var titelförsvarare efter att år 1987 ha vunnit på Muirfield i Dublin, Ohio, USA.

## Format
Tävlingen bestod av 28 matcher, fördelade på tre dagar (fredag - söndag) enligt följande:
- Dag 1 Fyra foursome-matcher på förmiddagen, följt av fyra fyrboll-matcher på eftermiddagen
- Dag 2 Fyra foursome-matcher på förmiddagen, följt av fyra fyrboll-matcher på eftermiddagen
- Dag 3 Tolv singelmatcher

En vunnen match ger 1 poäng, medan en oavgjord match ger ½ poäng. Laget som först når 14½ poäng har vunnit. Vid oavgjort 14-14 behåller regerande mästarna (Europa) trofén.

## Lagen
De båda lagen använde sig av olika poängsysten för att avgöra vilka spelare som skulle bli direktkvalificerade till laget. Därutöver fick de båda kaptenerna, Tony Jacklin och Raymond Floyd, välja ytterligare tre respektive två spelare var för att göra lagen kompletta.
| Europa Kapten: Tony Jacklin         |               |
| Namn                                | Världsranking |
| Seve Ballesteros                    | 2             |
| Nick Faldo                          | 3             |
| Ian Woosnam                         | 6             |
| José Maria Olazábal                 | 9             |
| Bernhard Langer (kaptenens val)     | 18            |
| Ronan Rafferty                      | 26            |
| Mark James                          | 35            |
| Gordon Brand Jr                     | 47            |
| Sam Torrance                        | 48            |
| José Maria Cañizares                | 59            |
| Howard Clark (kaptenens val)        | 64            |
| Christy O'Connor Jr (kaptenens val) | 71            |

| USA Kapten: Raymond Floyd     |               |
| Namn                          | Världsranking |
| Curtis Strange                | 4             |
| Mark Calcavecchia             | 5             |
| Payne Stewart                 | 7             |
| Tom Kite                      | 8             |
| Chip Beck                     | 10            |
| Paul Azinger                  | 13            |
| Fred Couples                  | 15            |
| Mark McCumber                 | 17            |
| Tom Watson (kaptenens val)    | 19            |
| Mark O'Meara                  | 22            |
| Ken Green                     | 24            |
| Lanny Wadkins (kaptenens val) | 28            |

Spelarnas ranking per den 17 september 1989.

## Resultat

### Dag 1
| Foursomes                            | Foursomes | Foursomes | Foursomes | Foursomes                   |
| ------------------------------------ | --------- | --------- | --------- | --------------------------- |
| Nick Faldo Ian Woosnam               |           | lika      |           | Tom Kite Curtis Strange     |
| Howard Clark Mark James              |           |           | 1 upp     | Lanny Wadkins Payne Stewart |
| Seve Ballesteros José Maria Olazábal |           | lika      |           | Tom Watson Chip Beck        |
| Bernhard Langer Ronan Rafferty       |           |           | 2 & 1     | Mark Calcavecchia Ken Green |

| Fyrbollar                            | Fyrbollar | Fyrbollar | Fyrbollar | Fyrbollar                       |
| ------------------------------------ | --------- | --------- | --------- | ------------------------------- |
| Sam Torrance Gordon Brand Jr         | 1 upp     |           |           | Curtis Strange Paul Azinger     |
| Howard Clark Mark James              | 3 & 2     |           |           | Fred Couples Lanny Wadkins      |
| Nick Faldo Ian Woosnam               | 2 upp     |           |           | Mark Calcavecchia Mark McCumber |
| Seve Ballesteros José Maria Olazábal | 6 & 5     |           |           | Tom Watson Mark O'Meara         |

| Efter första dagen: | \| Europa \| 5 \| 3 \| USA \| |   |     |
| Europa              | 5                             | 3 | USA |

### Dag 2
| Foursomes                            | Foursomes | Foursomes | Foursomes | Foursomes                   |
| ------------------------------------ | --------- | --------- | --------- | --------------------------- |
| Ian Woosnam Nick Faldo               | 3 & 2     |           |           | Lanny Wadkins Payne Stewart |
| Gordon Brand Jr Sam Torrance         |           |           | 4 & 3     | Chip Beck Paul Azinger      |
| Christy O'Connor Ronan Rafferty      |           |           | 3 & 2     | Mark Calcavecchia Ken Green |
| Seve Ballesteros José Maria Olazábal | 1 upp     |           |           | Tom Kite Curtis Strange     |

| Fyrbollar                            | Fyrbollar | Fyrbollar | Fyrbollar | Fyrbollar                    |
| ------------------------------------ | --------- | --------- | --------- | ---------------------------- |
| Nick Faldo Ian Woosnam               |           |           | 2 & 1     | Chip Beck Paul Azinger       |
| Bernhard Langer José Maria Cañizares |           |           | 2 & 1     | Tom Kite Mark McCumber       |
| Howard Clark Mark James              | 1 upp     |           |           | Payne Stewart Curtis Strange |
| Seve Ballesteros José Maria Olazábal | 4 & 2     |           |           | Mark Calcavecchia Ken Green  |

| Efter andra dagen: | \| Europa \| 9 \| 7 \| USA \| |   |     |
| Europa             | 9                             | 7 | USA |

### Dag 3
| Singlar              | Singlar | Singlar | Singlar | Singlar           |
| -------------------- | ------- | ------- | ------- | ----------------- |
| Seve Ballesteros     |         |         | 1 upp   | Paul Azinger      |
| Bernhard Langer      |         |         | 3 & 2   | Chip Beck         |
| José Maria Olazábal  | 1 upp   |         |         | Payne Stewart     |
| Ronan Rafferty       | 1 upp   |         |         | Mark Calcavecchia |
| Howard Clark         |         |         | 8 & 7   | Tom Kite          |
| Mark James           | 3 & 2   |         |         | Mark O'Meara      |
| Christy O'Connor Jr  | 1 upp   |         |         | Fred Couples      |
| José Maria Cañizares | 1 upp   |         |         | Ken Green         |
| Gordon Brand Jr      |         |         | 1 upp   | Mark McCumber     |
| Sam Torrance         |         |         | 3 & 1   | Tom Watson        |
| Nick Faldo           |         |         | 1 upp   | Lanny Wadkins     |
| Ian Woosnam          |         |         | 2 upp   | Curtis Strange    |

| Slutställning: | \| Europa \| 14 \| 14 \| USA \| |    |     |
| Europa         | 14                              | 14 | USA |

För andra gången i Ryder Cups historia slutade tävlingen oavgjort, vilket innebar att Europa behöll trofén eftersom de var titelförsvarare. Detta säkrades när José Maria Cañizares sänkte sin putt för vinst på 18:e hålet mot Ken Green. Ställningen var då 14-10 till Europa. USA kom dock tillbaka starkt i de avslutande matcherna, och när Curtis Strange hade två puttar för seger på det avslutande hålet tackade Ian Woosnam för matchen, vilket gav slutställningen 14-14.